# Сокільники-Помірки

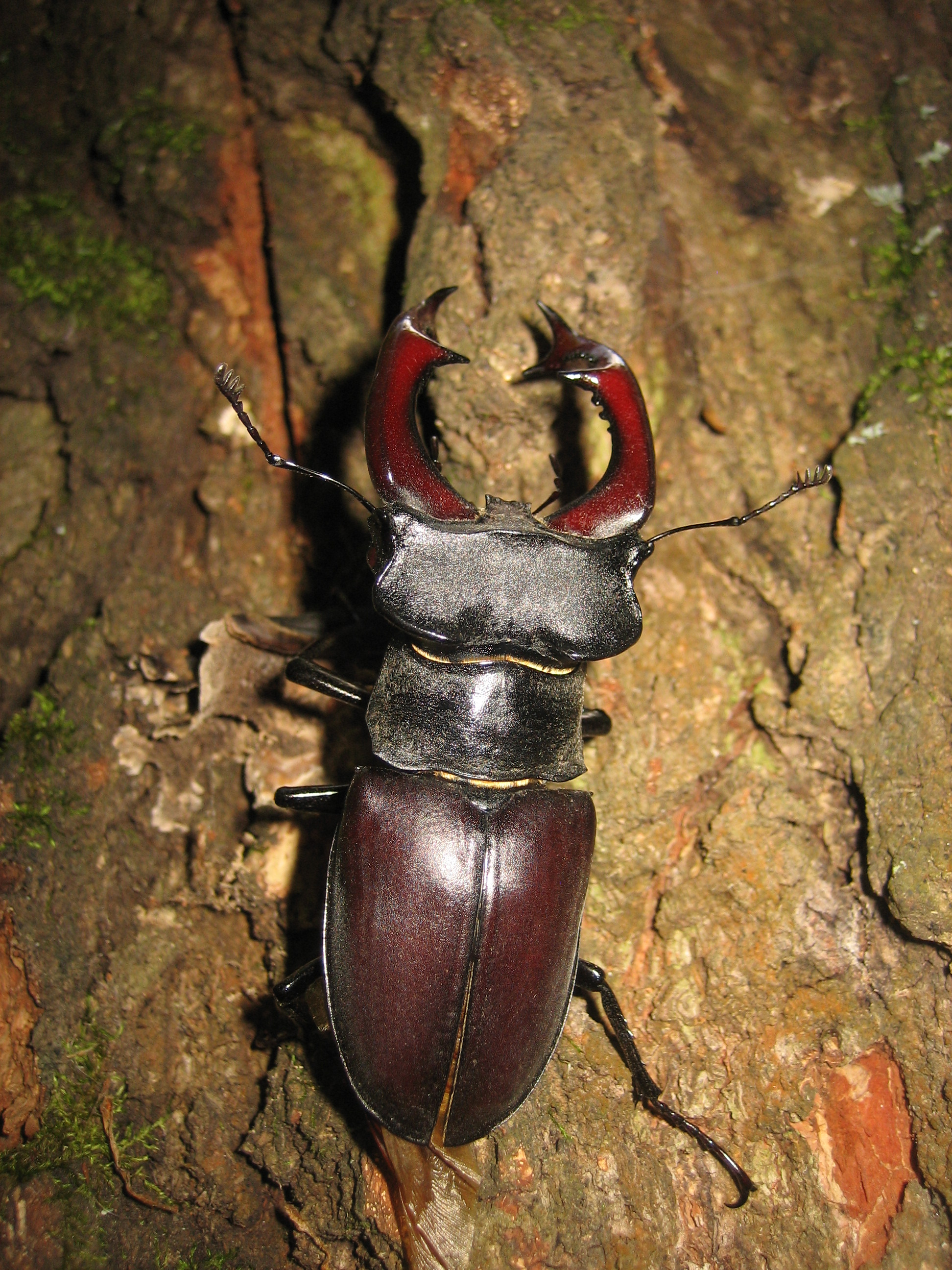
Lucanus cervus (м. Харків, Лісопарк, ботанічна пам'ятка місцевого значення «Сокільники-Помірки»)

Сокільники-Помі́рки — ботанічна пам'ятка природи місцевого значення, об'єкт природно-заповідного фонду м. Харкова. 
Площа 163,1 га. Розташована в урочищі лісопаркового господарства (кв.кв. 52-54, 60, 61, 65, 68), типова діброва південного лісостепу (суха і свіжа кленово-липова діброви). Статус надано рішенням облвиконкому від 3 грудня 1984 р. № 562. Знаходиться у віданні СКП «Харківзеленбуд». Ділянка лісу представлена дубовими насадженнями порослевого походження. 
Разом із пам'яткою природи місцевого значення «Помірки» входить до Лісопарку. 
Керуюча пам'яткою організація — СКП «Харківзеленбуд» — погодила в Головному управлінні охорони навколишнього природного середовища в Харківській області виділення 14 ділянок на проведення вибіркового санітарного вирубання в ботанічній пам'ятці для видалення сухостійних і хворих дерев, що вже обстежені та затверджені, у І та IV кварталах 2010 року на території 61-го кварталу Лісопарку (Меморіал Слави).
В квітні 2010 року було виявлено пал сухої рослинності на території пам'ятки. В 60 кварталі, біля Комсомольського озера, була випалена смуга шириною приблизно 25-30 м і довжиною 150—200 м, де постраждав трав'яний покрив, верхній шар ґрунту та зарості чагарників.

## Галерея

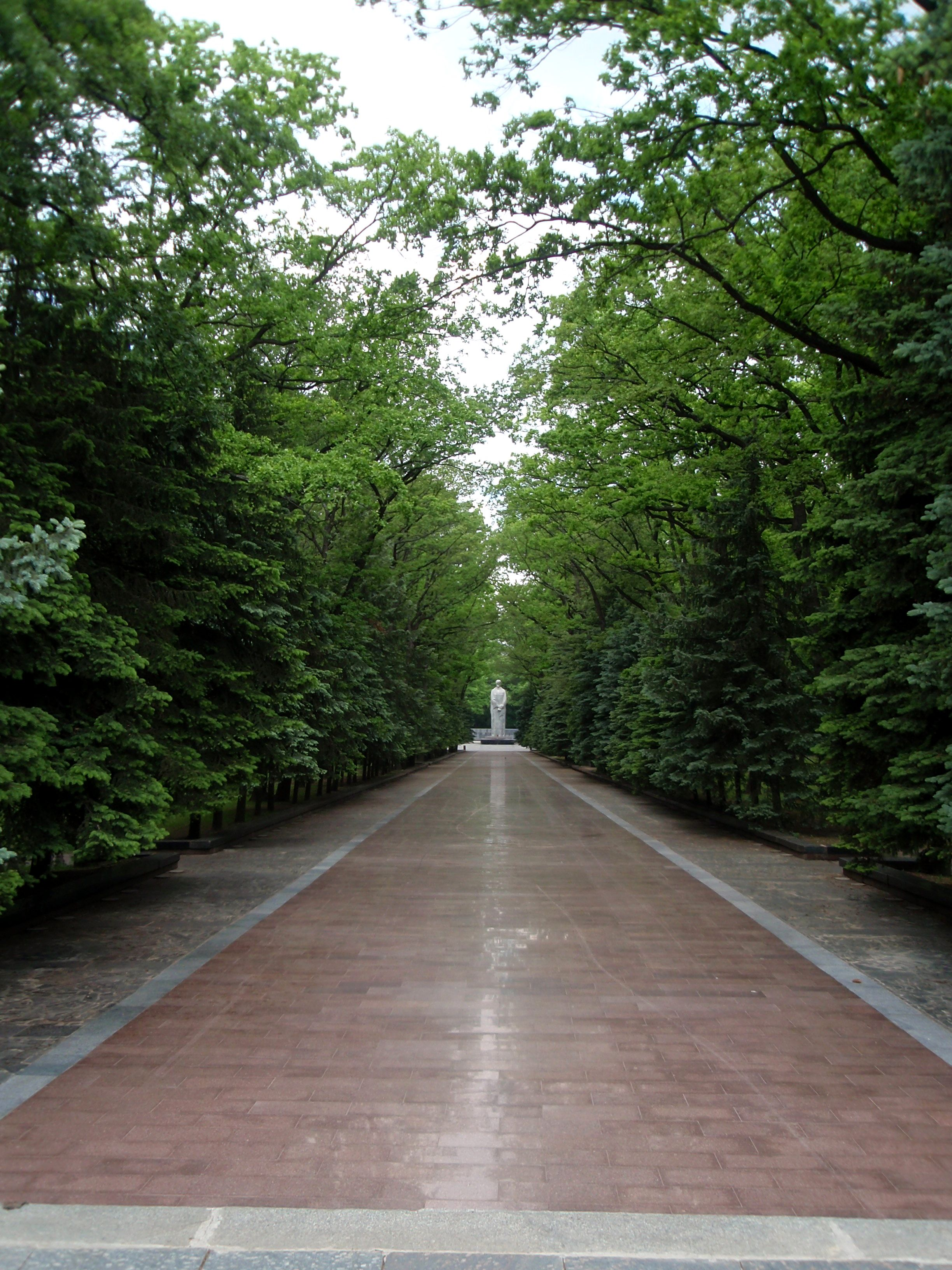
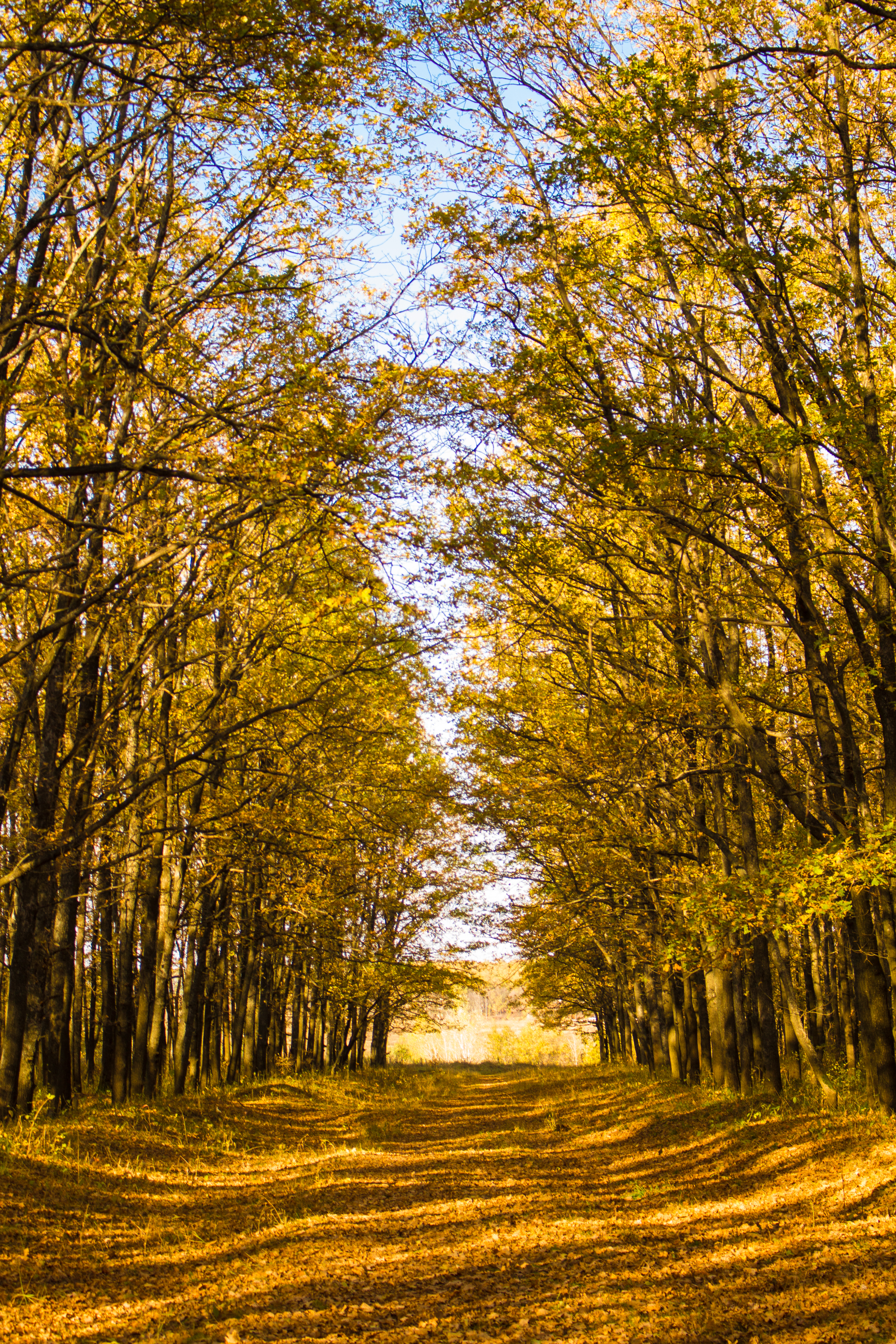
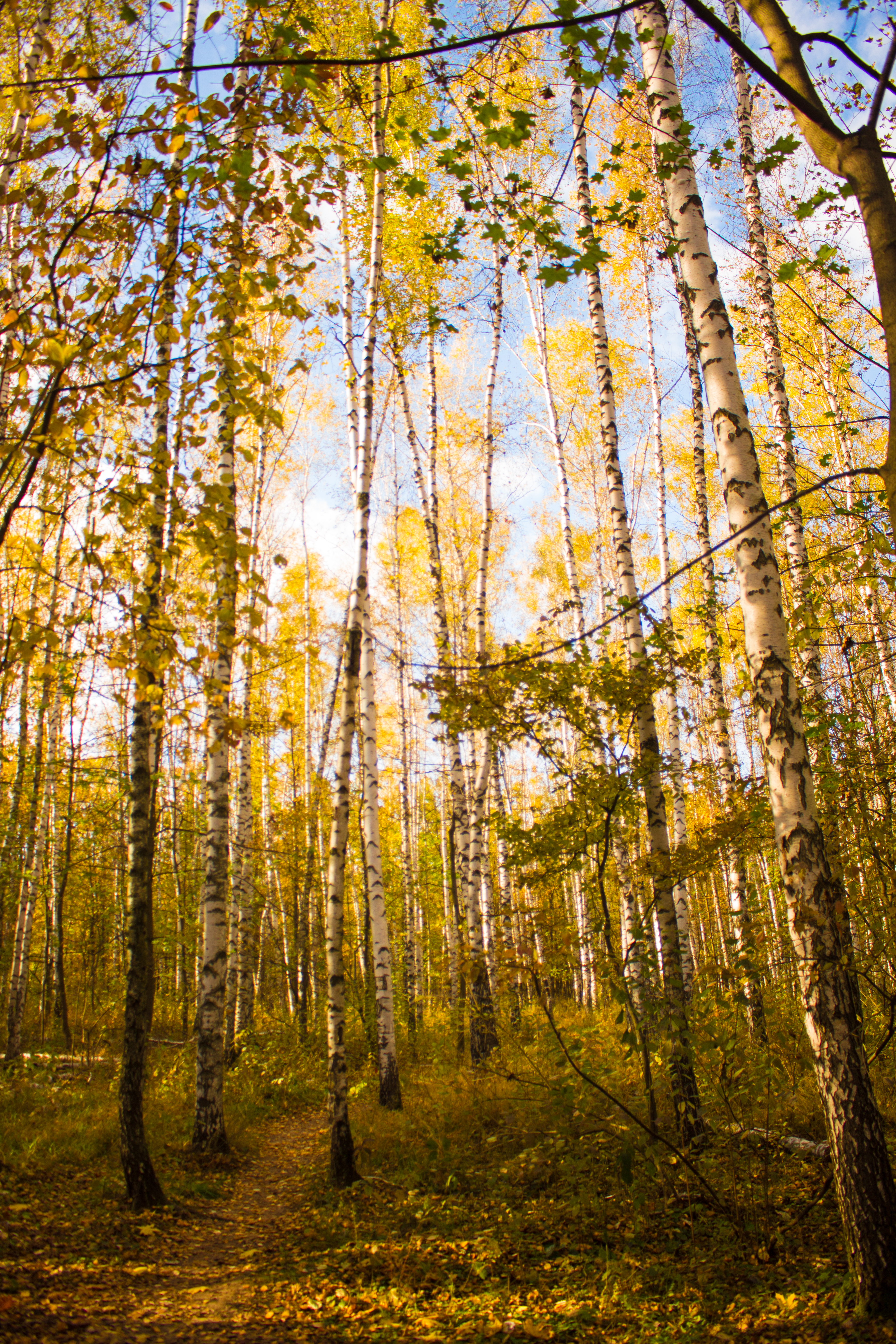

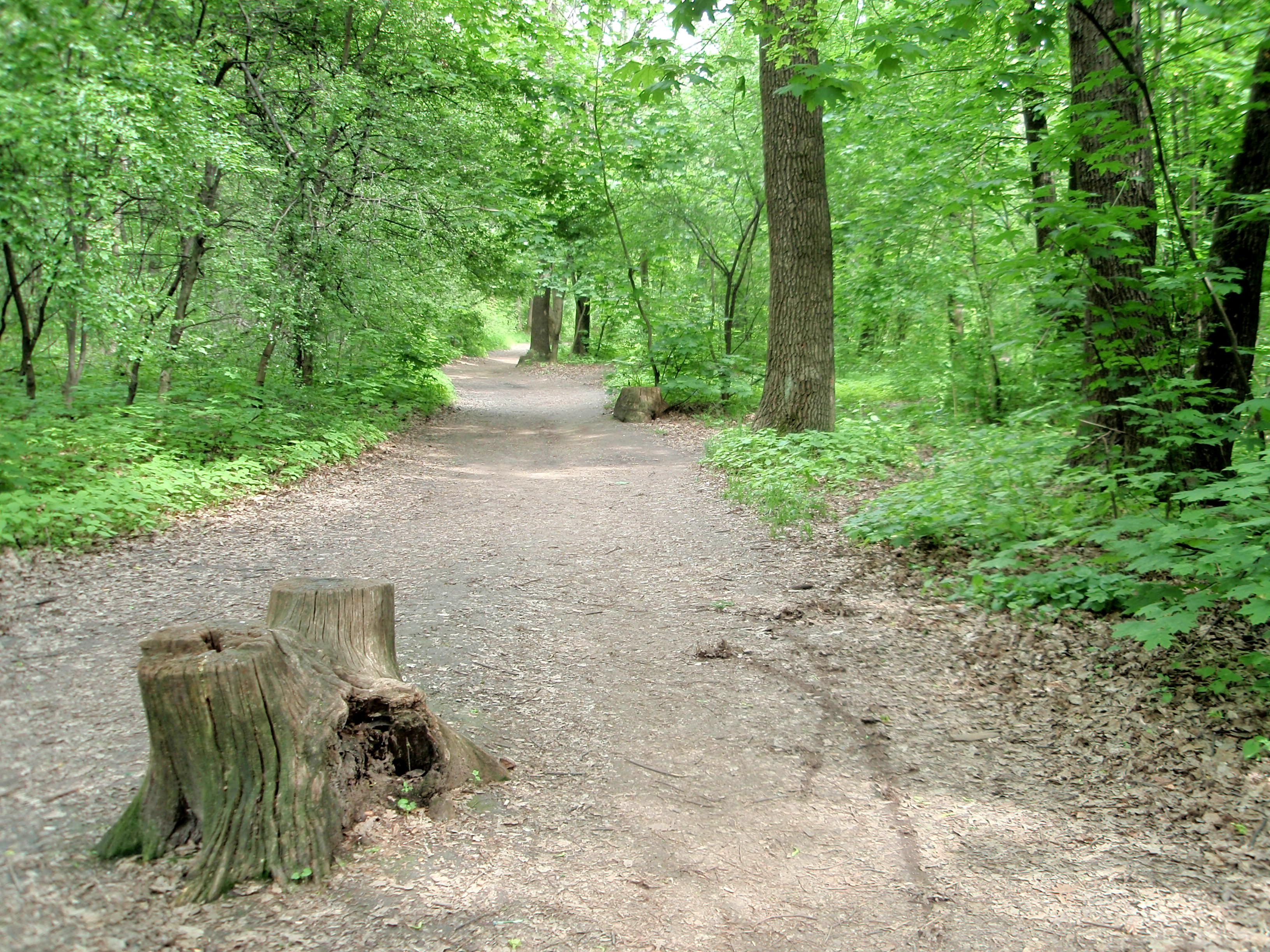
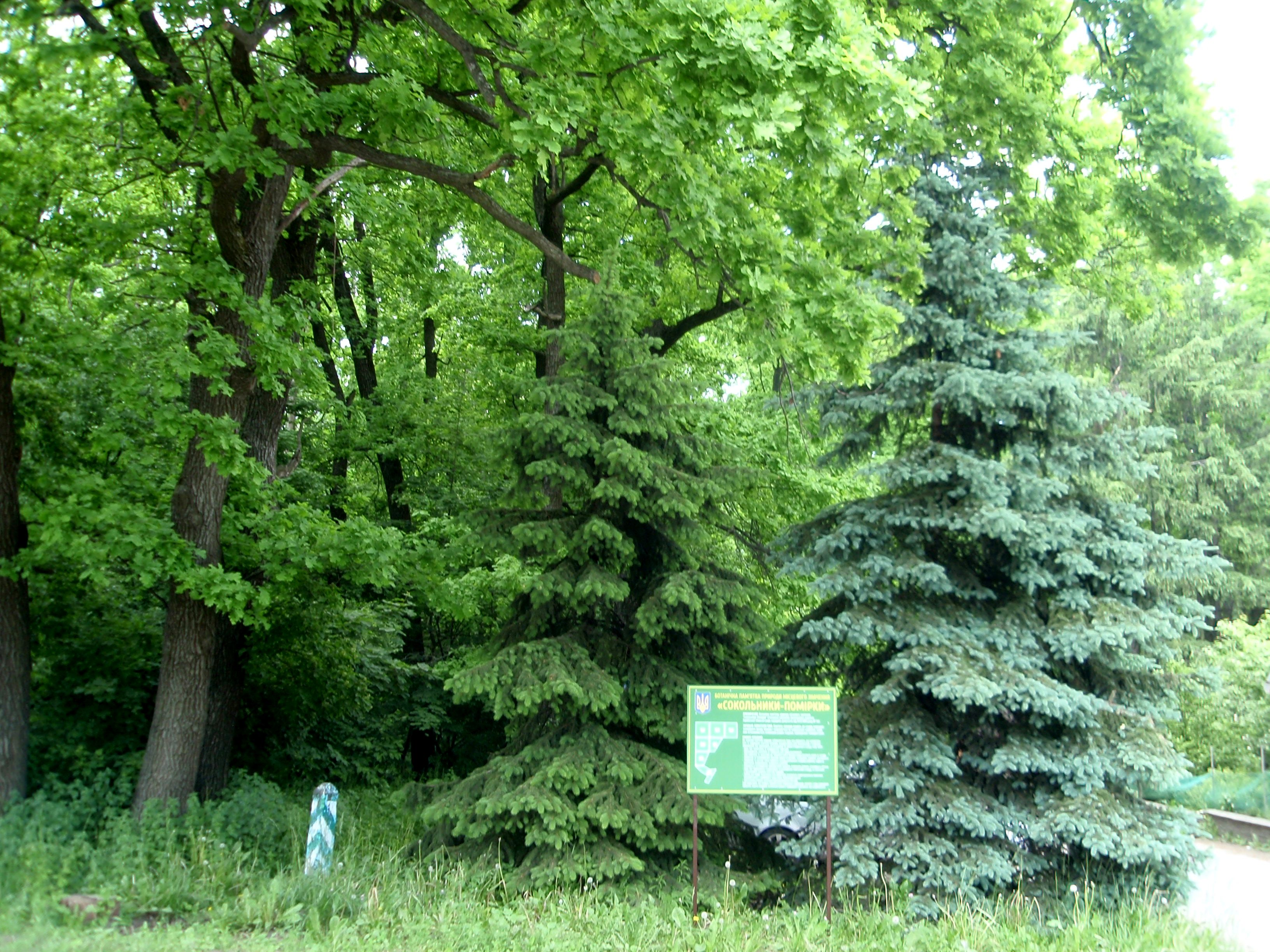
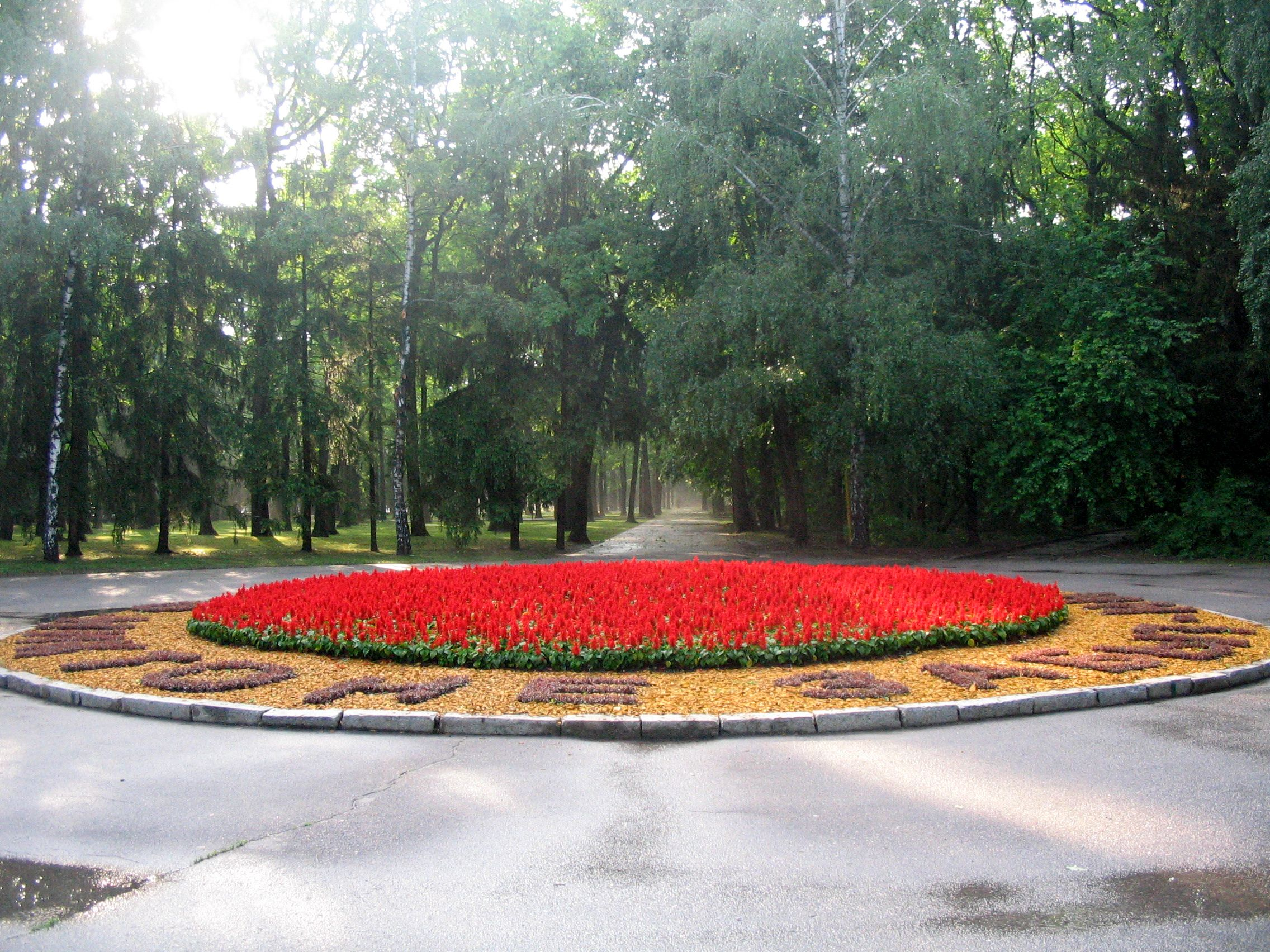
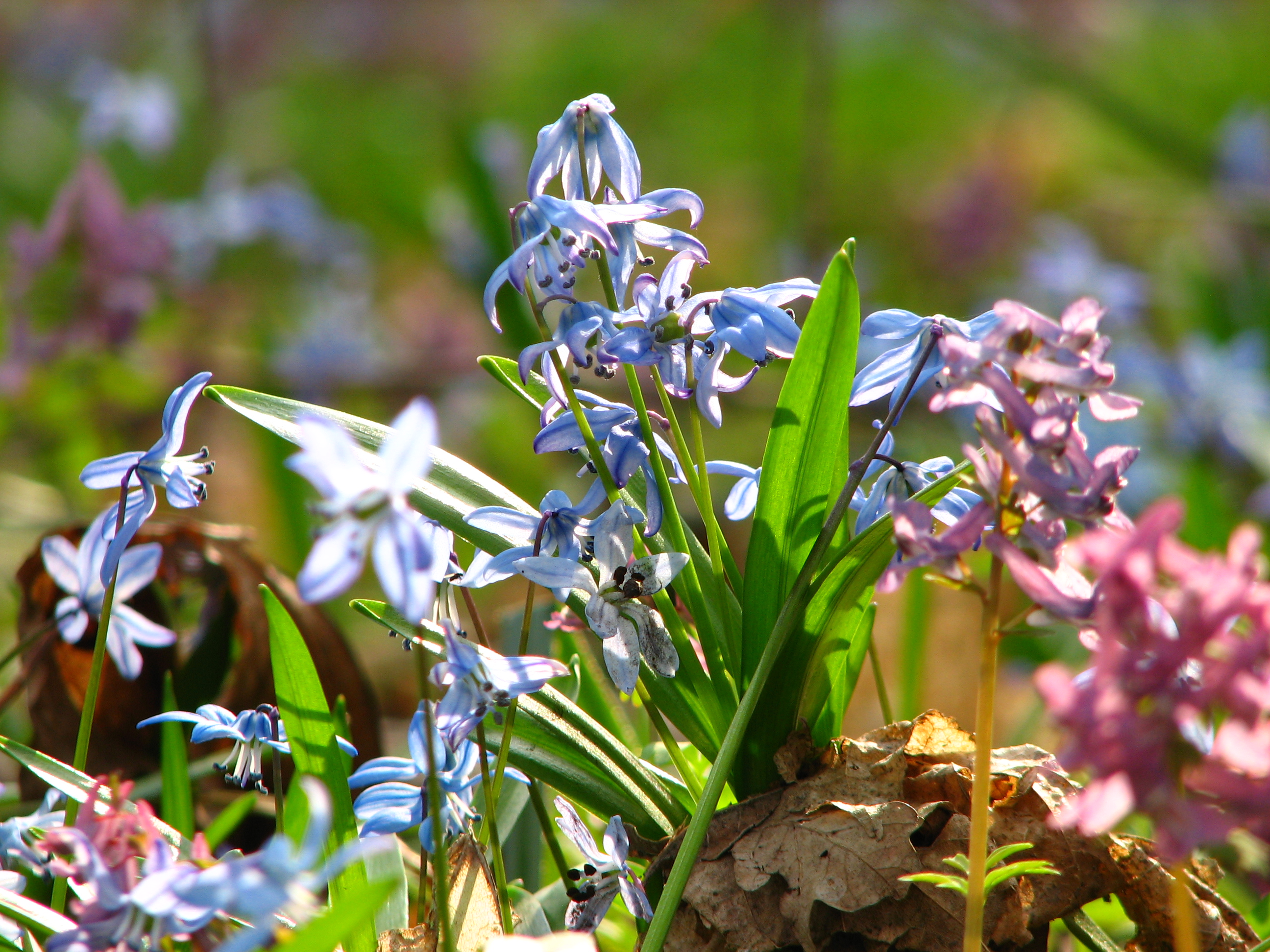
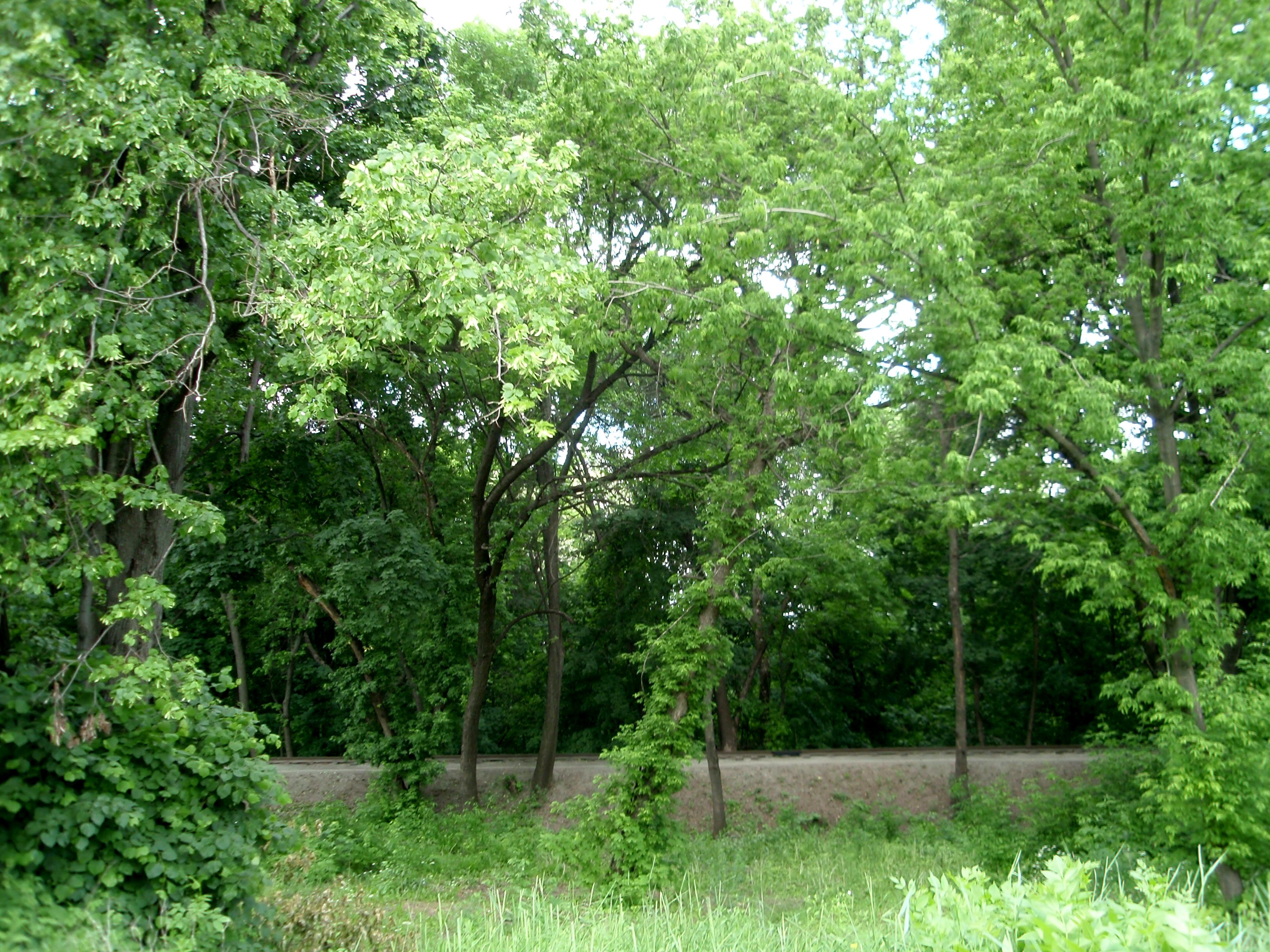
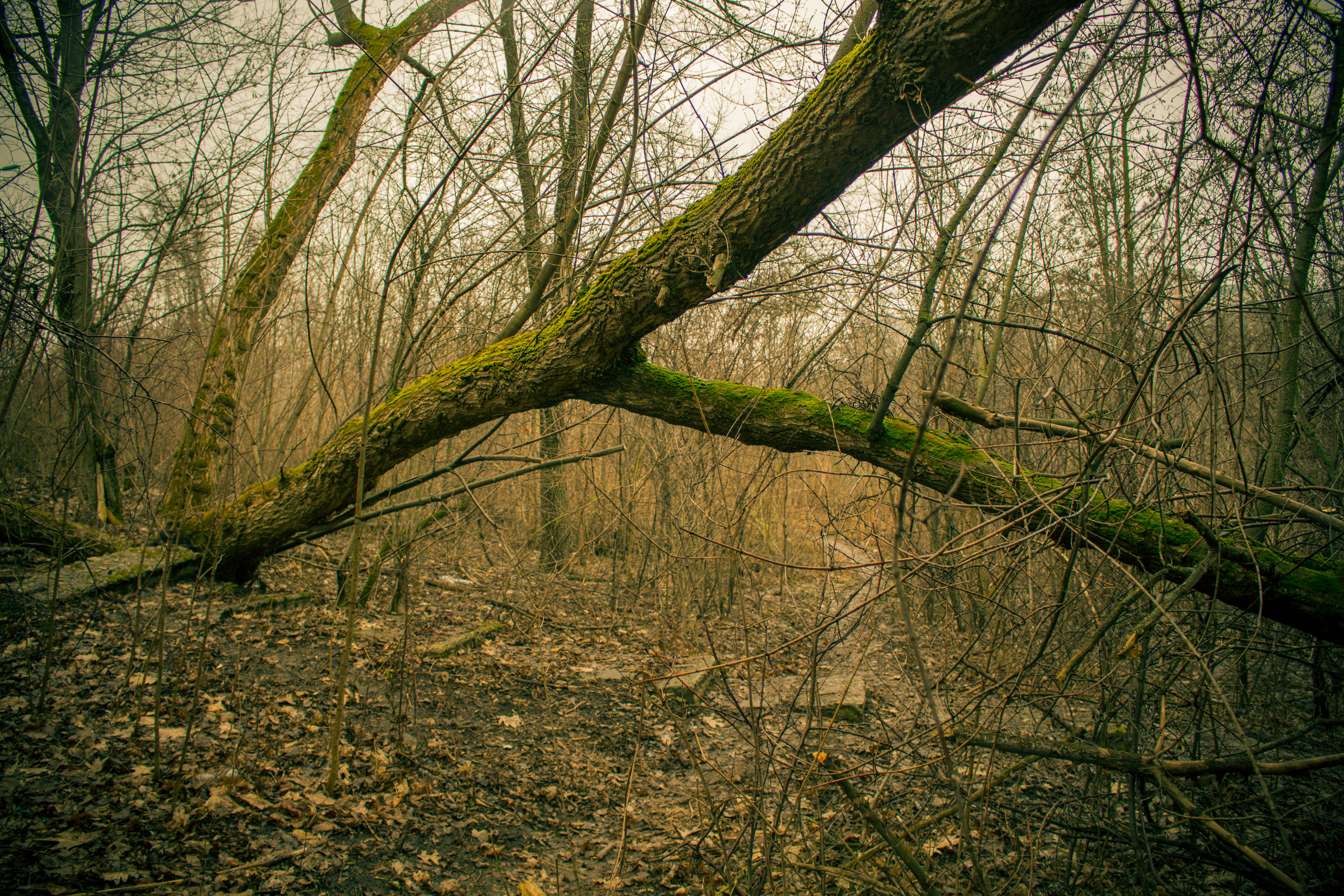
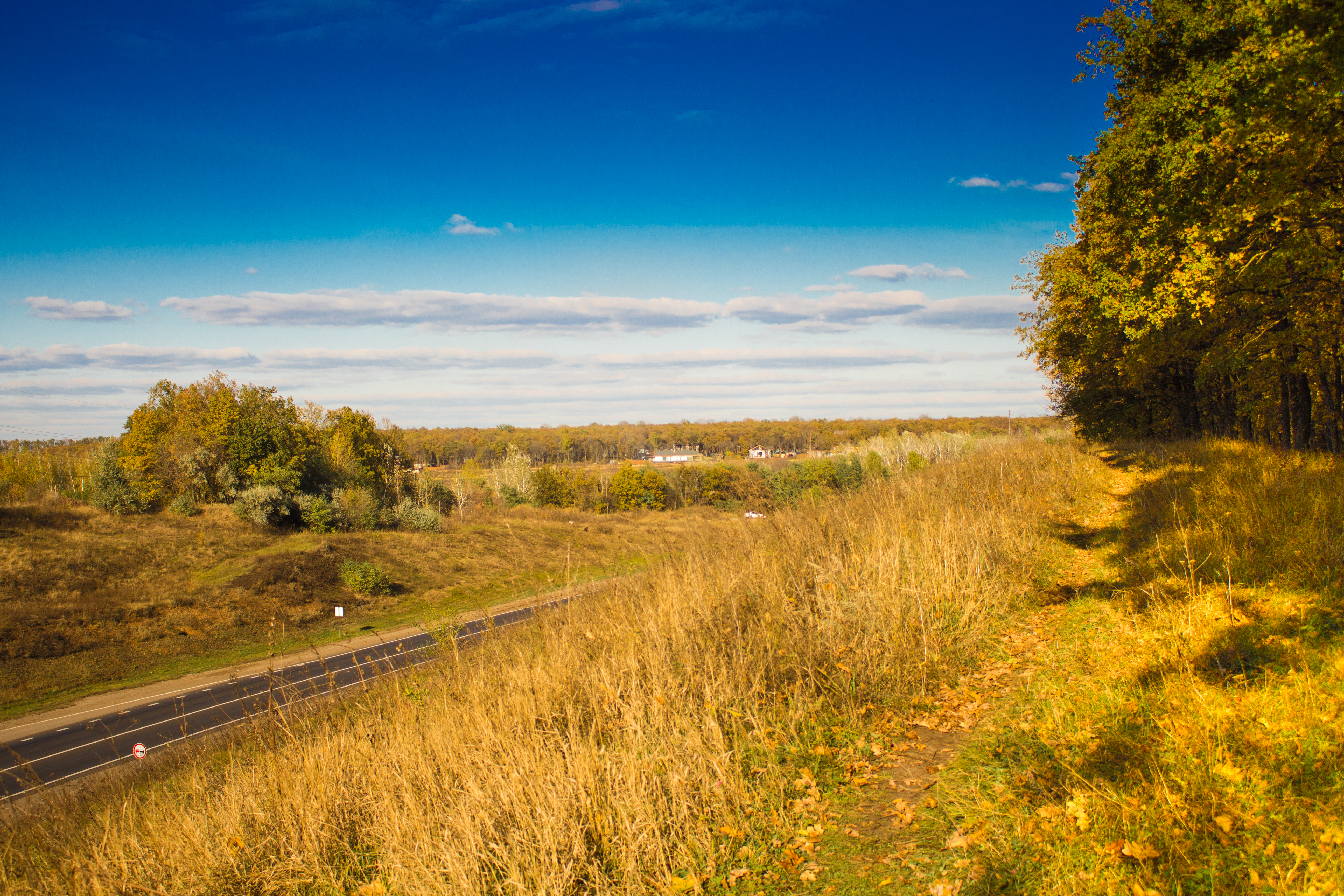
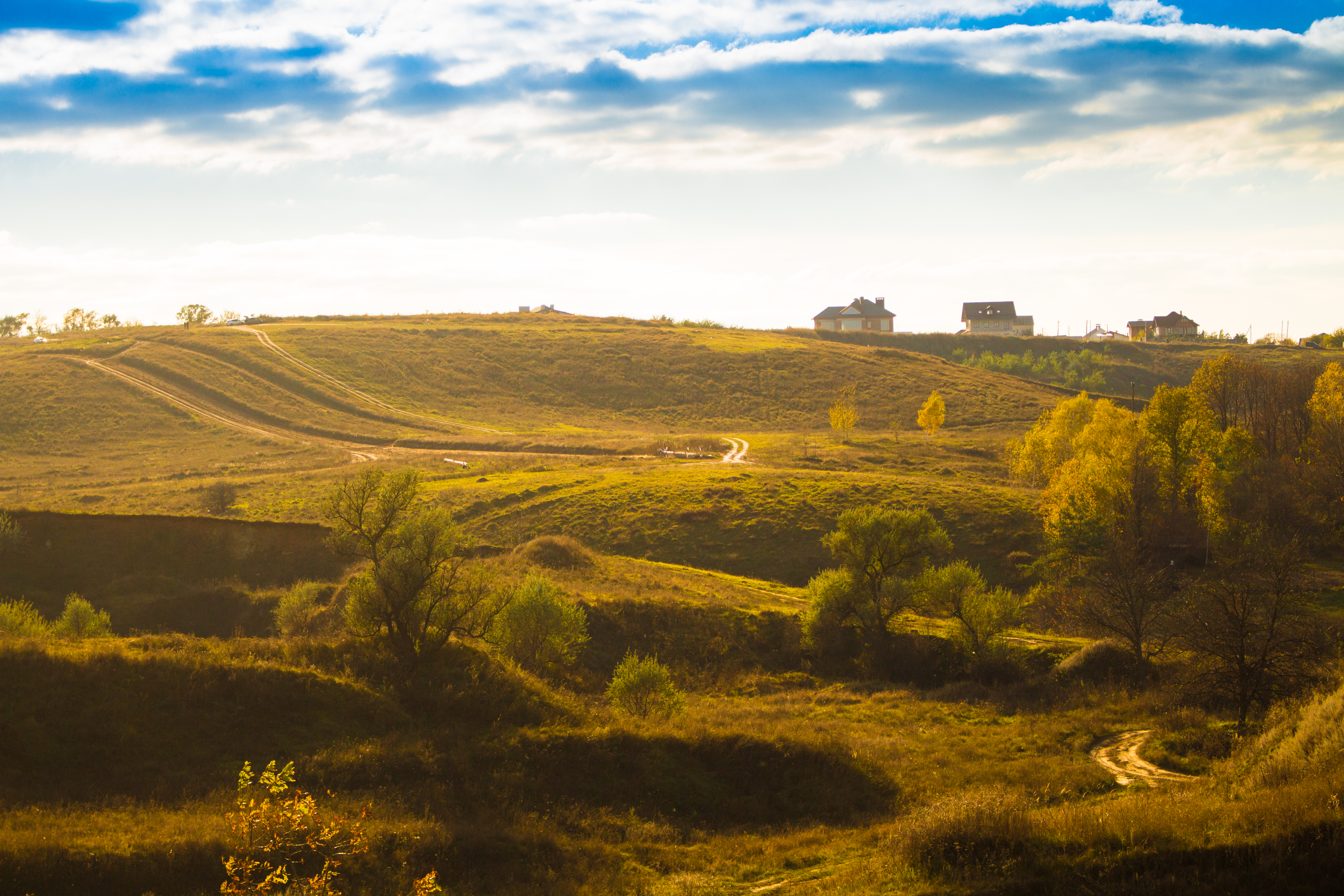
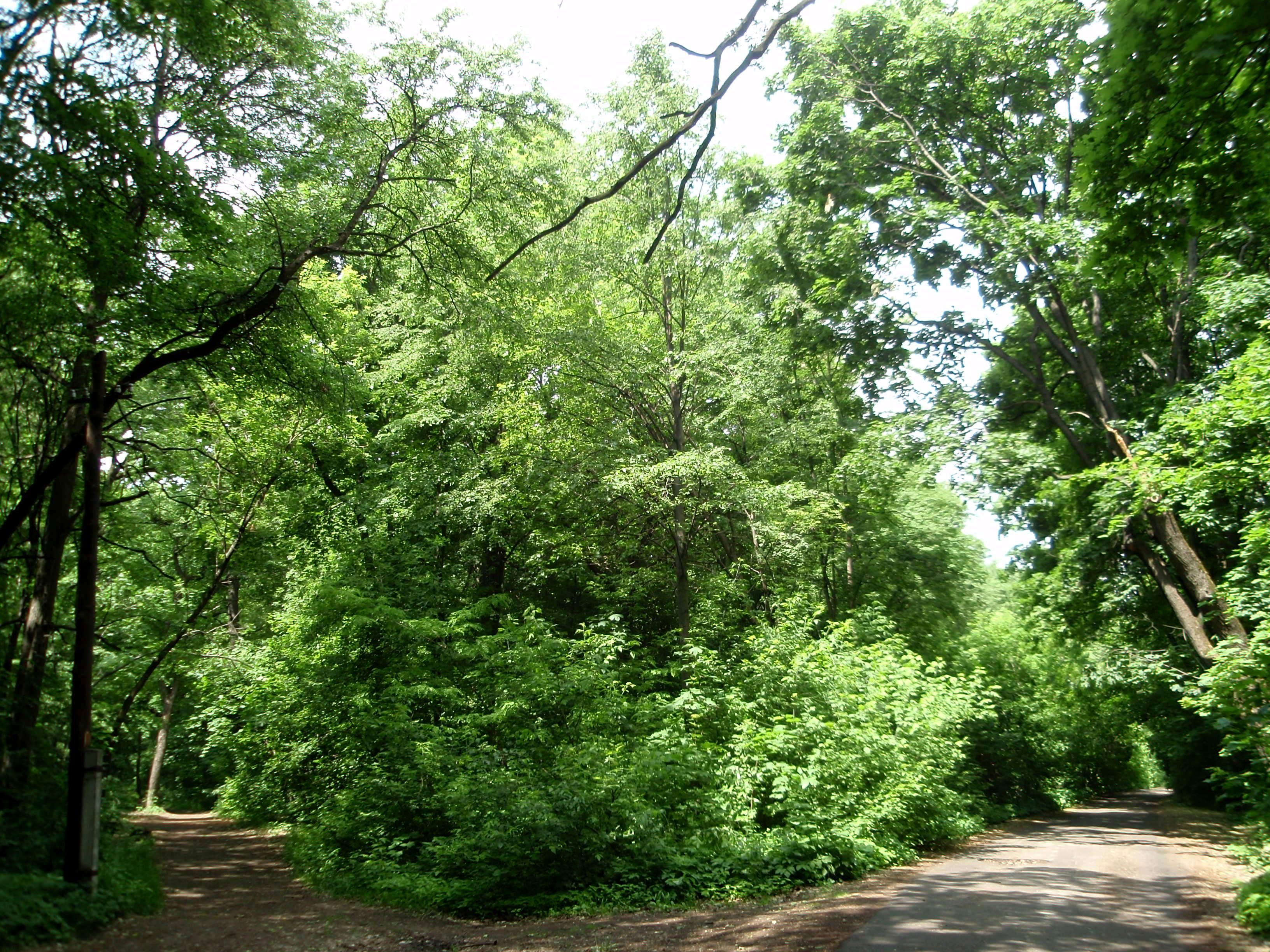
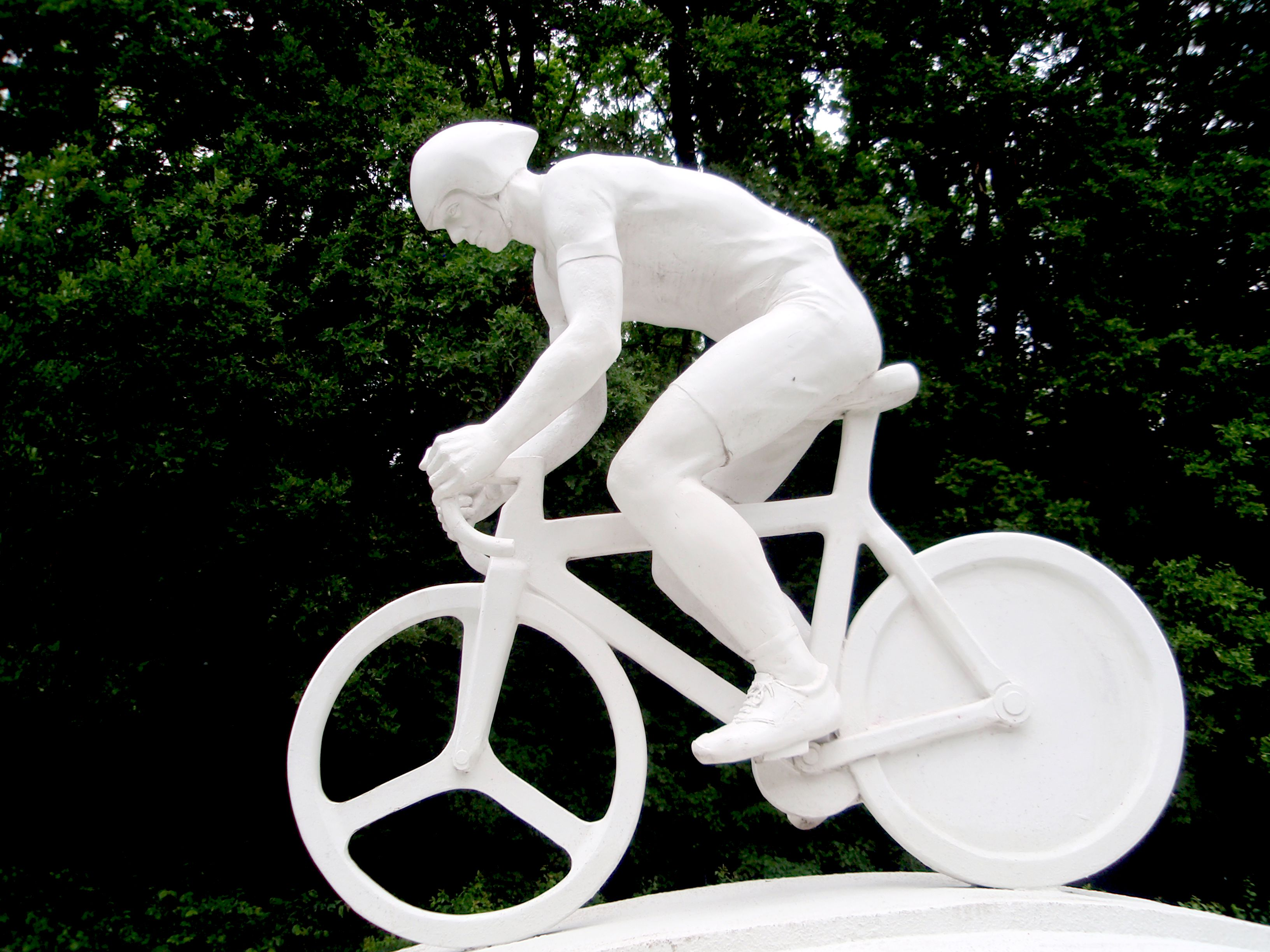